# جوزيف ك. براتون
جوزيف ك. براتون (بالإنجليزية: Joseph K. Bratton)‏ هو مهندس أمريكي، ولد في 4 أبريل 1926 في سانت بول في الولايات المتحدة، وتوفي في 2 يونيو 2007 في ماكلين (فرجينيا) في الولايات المتحدة.